# كاينو
كاينو (بالفنلندية: Kainuu) (بالسويدية: Kajanaland)، إقليم فنلندي، يشمل تاريخياً الجنوب الشرقي من منطقة بوهيانما التاريخية. تحد أقاليم بوهيانماالشمالية وسافو الشمالية وكاريليا الشمالية وكذلك جمهورية كاريليا في روسيا. العاصمة الإدارية للإقليم هي مدينة كاياني.
يسكن كاينو حوالي 85.000 نسمة وأعدادهم آخذة في الانخفاض. تتميز طبيعة كاينو بالتلال المشجرة والبحيرات ومساحات شاسعة من الغابات غير المأهولة في جلسته الأكثر شيوعا—95% من مساحة الأراضي الحرجية. مناخ قاري.
سكان كاينو الأصليون من قومية سامي كانو من صيادي الحيونات والأسماك. في القرن السابع عشر، عزز حاكم فنلندا العام بر براهي نمو السكان كاينو من خلال منح إعفاءات ضريبية لمدة عشرة سنوات للمستوطنين. كان من الضروري إسكان كاينو بالمزارعين الفنلنديين لأن المنطقة كانت مهددة من الشرق من قبل الروس. المهاجرون المنتقلون للعيش في كاينو كانت أساساً من سافو ولهذا السبب فإن لهجة كاينو قريبة جداً من لهجة سافو.
حاليا عدد السكان أخذ في الانخفاض بشكل رئيسي لأن أسلوب الحياة تقليدياً زراعي الأمر الذي لم يعد مُربح جداً في هذا الإقليم.
يدفع الاقتصاد في كاينو أيضاً صناعة الخشب، التي توظف 8% من القوة العاملة في الإقليم. وبالإضافة إلى ذلك، تقع بالقرب من كاينو قاعدة لقوات الدفاع الفنلندية.